# Puchar Świata w skokach narciarskich w Ruce
Puchar Świata w skokach narciarskich w Ruce – zawody w skokach narciarskich, przeprowadzane w ramach Pucharu Świata w skokach narciarskich, od sezonu 1996/1997. Areną zmagań jest skocznia Rukatunturi w Ruce.

## Historia
W pierwszym sezonie rozgrywania zawodów zwyciężyli Takanobu Okabe z Japonii oraz późniejszy zwycięzca całego cyklu Pucharu Świata, Słoweniec Primož Peterka. Na następne zawody z cyklu Puchar Świata Ruka musiała czekać 6 lat. Od sezonu 2002/03 w mieście w Laponii rozgrywane są zawody inaugurujące sezon, które weszły na stałe do kalendarza FIS. W pierwszych konkursach po sześcioletniej przerwie zwyciężyli Primož Peterka i Andreas Widhölzl. Rok później na Rukatunturi odbył się dramatyczny konkurs. W odwołanych, jak się później okazało, zawodach groźnie wyglądające upadki mieli Johan Erikson, Andreas Kofler i Thomas Morgenstern. Dzień wcześniej w konkursie otwierającym sezon 2003/04 zwyciężył fiński skoczek Matti Hautamäki. Władze FIS podjęły decyzję o przeniesieniu odwołanego konkursu na następny dzień i ograniczeniu go do 1 serii konkursowej. Zakończył się on triumfem Sigurda Pettersena z Norwegii. Kłopoty jednak nie opuściły Ruki. Piątkowy konkurs inaugurujący sezon 2004/05 z powodu zbyt silnego wiatru musiał zostać przełożony na niedzielę. W tym i sobotnich zawodach triumfował zawodnik gospodarzy, Janne Ahonen. Inaugurujący konkurs w sezonie 2005/06 napotkał te same problemy, co rok wcześniej. Tym razem podjęto decyzję o rozegraniu dwóch zawodów w jednym dniu. Pierwsze zawody (ograniczone do 1 serii) wygrał Czech Jakub Janda, a drugie Robert Kranjec ze Słowenii, dla którego było to pierwsze zwycięstwo w zawodach Pucharu Świata. Sezon 2006/07 również nie zaczął się pomyślnie. W wymuszonym, do rozegrania, jednoseryjnym konkursie triumfował fin Arttu Lappi. Kontrowersją było to, że czołowa „15” zeszłorocznego sezonu skakała w anormalnych warunkach. W efekcie tylko dwóch zawodników z czołówki zajęło miejsca w pierwszej trzydziestce. Sobotni konkurs, z powodu zbyt silnie wiejącego wiatru, został odwołany. W sezonie 2007/08 w Ruce po raz pierwszy rozegrano zawody drużynowe. W konkursach triumfowali Norwegowie, oraz, indywidualnie, Thomas Morgenstern z Austrii. Właśnie od tego sezonu w Ruce rozgrywany jest jeden konkurs drużynowy i jeden indywidualny. W sezonach 2010/2011 i 2011/2012 w rywalizacji zespołowej zwycięzcami zostawali Austriacy, natomiast indywidualnie najlepszy był Andreas Kofler. W konkursach w sezonie 2012/2013 najlepsi byli Niemcy. Drużynowe zawody wygrali przed reprezentacjami Austrii i Słowenii, a indywidualnie najlepszy był Severin Freund. W sezonie 2013/2014 rozegrano tylko jeden konkurs, który zwyciężył Gregor Schlierenzauer. Sobotni konkurs odwołano z powodu silnego wiatru. W następnej edycji startów dwukrotnie zwyciężył Simon Ammann (w tym w drugim ex-aequo z Noriaki Kasaim). Sezon 2015/2016 był najgorszym pod względem warunków pogodowych, ponieważ nie udało się rozegrać żadnego z zaplanowanych konkursów.

## Podium poszczególnych konkursów PŚ w Ruce
| Lp  | Data              | Skocznia    | Uwagi        | 1. miejsce                                                                                        | 2. miejsce                                                                                     | 3. miejsce                                                                                 |
| --- | ----------------- | ----------- | ------------ | ------------------------------------------------------------------------------------------------- | ---------------------------------------------------------------------------------------------- | ------------------------------------------------------------------------------------------ |
| 1.  | 7 grudnia 1996    | Rukatunturi | nocny        | Takanobu Okabe                                                                                    | Kazuyoshi Funaki                                                                               | Andreas Goldberger                                                                         |
| 2.  | 8 grudnia 1996    | Rukatunturi | nocny        | Primož Peterka                                                                                    | Lasse Ottesen                                                                                  | Takanobu Okabe                                                                             |
| 3.  | 29 listopada 2002 | Rukatunturi | nocny        | Primož Peterka                                                                                    | Adam Małysz                                                                                    | Janne Ahonen                                                                               |
| 4.  | 30 listopada 2002 | Rukatunturi | nocny        | Andreas Widhölzl                                                                                  | Janne Ahonen                                                                                   | Primož Peterka                                                                             |
| 5.  | 28 listopada 2003 | Rukatunturi | nocny        | Matti Hautamäki                                                                                   | Adam Małysz                                                                                    | Veli-Matti Lindström                                                                       |
| 6.  | 30 listopada 2003 | Rukatunturi | poranny      | Sigurd Pettersen                                                                                  | Adam Małysz                                                                                    | Veli-Matti Lindström                                                                       |
| 7.  | 27 listopada 2004 | Rukatunturi | nocny        | Janne Ahonen                                                                                      | Alexander Herr                                                                                 | Martin Höllwarth                                                                           |
| 8.  | 28 listopada 2004 | Rukatunturi | poranny      | Janne Ahonen                                                                                      | Thomas Morgenstern                                                                             | Jakub Janda                                                                                |
| 9.  | 26 listopada 2005 | Rukatunturi | nocny        | Jakub Janda                                                                                       | Janne Ahonen                                                                                   | Robert Kranjec                                                                             |
| 10. | 26 listopada 2005 | Rukatunturi | nocny        | Robert Kranjec                                                                                    | Janne Ahonen                                                                                   | Michael Uhrmann                                                                            |
| 11. | 24 listopada 2006 | Rukatunturi | nocny        | Arttu Lappi                                                                                       | Simon Ammann                                                                                   | Anders Jacobsen                                                                            |
| 12. | 25 listopada 2006 | Rukatunturi | nocny        | odwołany                                                                                          | odwołany                                                                                       | odwołany                                                                                   |
| 12. | 30 listopada 2007 | Rukatunturi | nocny, druż. | Norwegia 1. Bjørn Einar Romøren · 2. Tom Hilde · 3. Anders Bardal · 4. Roar Ljøkelsøy             | Austria 1. Wolfgang Loitzl · 2. Martin Koch · 3. Gregor Schlierenzauer · 4. Thomas Morgenstern | Finlandia 1. Matti Hautamäki · 2. Harri Olli · 3. Arttu Lappi · 4. Janne Ahonen            |
| 13. | 1 grudnia 2007    | Rukatunturi | nocny        | Thomas Morgenstern                                                                                | Bjørn Einar Romøren                                                                            | Tom Hilde                                                                                  |
| 14. | 29 listopada 2008 | Rukatunturi | nocny        | Simon Ammann                                                                                      | Wolfgang Loitzl                                                                                | Gregor Schlierenzauer                                                                      |
| 15. | 29 listopada 2008 | Rukatunturi | nocny, druż. | Finlandia 1. Ville Larinto · 2. Kalle Keituri · 3. Harri Olli · 4. Matti Hautamäki                | Austria 1. Wolfgang Loitzl · 2. Martin Koch · 3. Gregor Schlierenzauer · 4. Thomas Morgenstern | Niemcy 1. Felix Schoft · 2. Michael Uhrmann · 3. Martin Schmitt · 4. Michael Neumayer      |
| 16. | 27 listopada 2009 | Rukatunturi | nocny, druż. | Austria 1. Wolfgang Loitzl · 2. Andreas Kofler · 3. Gregor Schlierenzauer · 4. Thomas Morgenstern | Niemcy 1. Michael Uhrmann · 2. Michael Neumayer · 3. Pascal Bodmer · 4. Martin Schmitt         | Finlandia 1. Matti Hautamäki · 2. Kalle Keituri · 3. Harri Olli · 4. Janne Ahonen          |
| 17. | 28 listopada 2009 | Rukatunturi | nocny        | Bjørn Einar Romøren                                                                               | Pascal Bodmer                                                                                  | Wolfgang Loitzl                                                                            |
| 18. | 27 listopada 2010 | Rukatunturi | nocny, druż. | Austria 1. Thomas Morgenstern · 2. Wolfgang Loitzl · 3. Andreas Kofler · 4. Gregor Schlierenzauer | Norwegia 1. Bjørn Einar Romøren · 2. Anders Bardal · 3. Anders Jacobsen · 4. Tom Hilde         | Japonia 1. Shōhei Tochimoto · 2. Noriaki Kasai · 3. Taku Takeuchi · 4. Daiki Itō           |
| 19. | 28 listopada 2010 | Rukatunturi | nocny        | Andreas Kofler                                                                                    | Thomas Morgenstern                                                                             | Simon Ammann                                                                               |
| 20. | 27 listopada 2011 | Rukatunturi | druż.        | Austria 1. Wolfgang Loitzl · 2. Andreas Kofler · 3. Gregor Schlierenzauer · 4. Thomas Morgenstern | Japonia 1. Junshirō Kobayashi · 2. Shōhei Tochimoto · 3. Taku Takeuchi · 4. Daiki Itō          | Rosja 1. Dmitrij Wasiljew · 2. Anton Kaliniczenko · 3. Roman Trofimow · 4. Dienis Korniłow |
| 21. | 27 listopada 2011 | Rukatunturi | –            | Andreas Kofler                                                                                    | Gregor Schlierenzauer                                                                          | Thomas Morgenstern                                                                         |
| 22. | 30 listopada 2012 | Rukatunturi | nocny, druż. | Niemcy 1. Andreas Wellinger 2. Michael Neumayer 3. Richard Freitag 4. Severin Freund              | Austria 1. Wolfgang Loitzl 2. Manuel Fettner 3. Gregor Schlierenzauer 4. Thomas Morgenstern    | Słowenia 1. Robert Kranjec 2. Jurij Tepeš 3. Jaka Hvala 4. Peter Prevc                     |
| 23. | 1 grudnia 2012    | Rukatunturi | nocny        | Severin Freund                                                                                    | Dmitrij Wasiljew                                                                               | Simon Ammann                                                                               |
| 24. | 29 listopada 2013 | Rukatunturi | nocny        | Gregor Schlierenzauer                                                                             | Marinus Kraus                                                                                  | Thomas Morgenstern                                                                         |
| 25. | 30 listopada 2013 | Rukatunturi | nocny        | odwołany                                                                                          | odwołany                                                                                       | odwołany                                                                                   |
| 25. | 28 listopada 2014 | Rukatunturi | nocny        | Simon Ammann                                                                                      | Daiki Itō                                                                                      | Noriaki Kasai                                                                              |
| 26. | 29 listopada 2014 | Rukatunturi | nocny        | Simon Ammann Noriaki Kasai                                                                        | –                                                                                              | Severin Freund                                                                             |
| 27. | 27 listopada 2015 | Rukatunturi | nocny        | odwołany                                                                                          | odwołany                                                                                       | odwołany                                                                                   |
| 28. | 28 listopada 2015 | Rukatunturi | nocny        | odwołany                                                                                          | odwołany                                                                                       | odwołany                                                                                   |
| 27. | 25 listopada 2016 | Rukatunturi | nocny        | Domen Prevc                                                                                       | Severin Freund                                                                                 | Peter Prevc                                                                                |
| 28. | 26 listopada 2016 | Rukatunturi | nocny        | Severin Freund                                                                                    | Daniel-André Tande                                                                             | Manuel Fettner                                                                             |
| 29. | 25 listopada 2017 | Rukatunturi | nocny, druż. | Norwegia 1. Robert Johansson 2. Anders Fannemel 3. Daniel-André Tande 4. Johann André Forfang     | Niemcy 1. Markus Eisenbichler 2. Pius Paschke 3. Andreas Wellinger 4. Richard Freitag          | Japonia 1. Taku Takeuchi 2. Ryōyū Kobayashi 3. Noriaki Kasai 4. Junshirō Kobayashi         |
| 30. | 26 listopada 2017 | Rukatunturi | nocny        | Jernej Damjan                                                                                     | Johann André Forfang                                                                           | Andreas Wellinger                                                                          |
| 31. | 24 listopada 2018 | Rukatunturi | nocny        | Ryōyū Kobayashi                                                                                   | Kamil Stoch                                                                                    | Piotr Żyła                                                                                 |
| 32. | 25 listopada 2018 | Rukatunturi | nocny        | Ryōyū Kobayashi                                                                                   | Andreas Wellinger                                                                              | Kamil Stoch                                                                                |
| 33. | 30 listopada 2019 | Rukatunturi | nocny        | Daniel-André Tande                                                                                | Philipp Aschenwald                                                                             | Anže Lanišek                                                                               |
| 34. | 1 grudnia 2019    | Rukatunturi | nocny        | odwołany                                                                                          | odwołany                                                                                       | odwołany                                                                                   |
| 34. | 28 listopada 2020 | Rukatunturi | nocny        | Markus Eisenbichler                                                                               | Piotr Żyła                                                                                     | Dawid Kubacki                                                                              |
| 35. | 29 listopada 2020 | Rukatunturi | nocny        | Halvor Egner Granerud                                                                             | Markus Eisenbichler                                                                            | Dawid Kubacki                                                                              |
| 36. | 27 listopada 2021 | Rukatunturi | nocny        | Ryōyū Kobayashi                                                                                   | Anže Lanišek                                                                                   | Markus Eisenbichler                                                                        |
| 37. | 28 listopada 2021 | Rukatunturi | nocny        | Anže Lanišek                                                                                      | Karl Geiger                                                                                    | Markus Eisenbichler                                                                        |
| 38. | 26 listopada 2022 | Rukatunturi | –            | Anže Lanišek                                                                                      | Stefan Kraft                                                                                   | Piotr Żyła                                                                                 |
| 39. | 27 listopada 2022 | Rukatunturi | –            | Stefan Kraft Halvor Egner Granerud                                                                | –                                                                                              | Naoki Nakamura                                                                             |
| 40. | 25 listopada 2023 | Rukatunturi | –            | Stefan Kraft                                                                                      | Pius Paschke                                                                                   | Stephan Leyhe                                                                              |
| 41. | 26 listopada 2023 | Rukatunturi | –            | Stefan Kraft                                                                                      | Jan Hörl                                                                                       | Andreas Wellinger                                                                          |
| 42. | 30 listopada 2024 | Rukatunturi | nocny        | Pius Paschke                                                                                      | Jan Hörl                                                                                       | Stefan Kraft                                                                               |
| 43. | 1 grudnia 2024    | Rukatunturi | [ d ]        | Andreas Wellinger                                                                                 | Stefan Kraft                                                                                   | Karl Geiger                                                                                |

## Najwięcej razy na podium w konkursach indywidualnych
Uwzględnieni zawodnicy, którzy zdobyli minimum 2 miejsca na podium (stan na 1 grudnia 2024)
| Miejsce | Imię i nazwisko       | Kraj       | 1. miejsce | 2. miejsce | 3. miejsce | Razem |
| ------- | --------------------- | ---------- | ---------- | ---------- | ---------- | ----- |
| 1.      | Stefan Kraft          | Austria    | 3          | 2          | 1          | 6     |
| 2.      | Simon Ammann          | Szwajcaria | 3          | 1          | 2          | 6     |
| 3.      | Ryōyū Kobayashi       | Japonia    | 3          | 0          | 0          | 3     |
| 4.      | Janne Ahonen          | Finlandia  | 2          | 3          | 1          | 6     |
| 5.      | Severin Freund        | Niemcy     | 2          | 1          | 1          | 4     |
| 5.      | Anže Lanišek          | Słowenia   | 2          | 1          | 1          | 4     |
| 7.      | Primož Peterka        | Słowenia   | 2          | 0          | 1          | 3     |
| 8.      | Halvor Egner Granerud | Norwegia   | 2          | 0          | 0          | 2     |
| 8.      | Andreas Kofler        | Austria    | 2          | 0          | 0          | 2     |
| 10.     | Thomas Morgenstern    | Austria    | 1          | 2          | 2          | 5     |
| 11.     | Markus Eisenbichler   | Niemcy     | 1          | 1          | 2          | 4     |
| 11.     | Andreas Wellinger     | Niemcy     | 1          | 1          | 2          | 4     |
| 13.     | Gregor Schlierenzauer | Austria    | 1          | 1          | 1          | 3     |
| 14.     | Bjørn Einar Romøren   | Norwegia   | 1          | 1          | 0          | 2     |
| 14.     | Daniel-André Tande    | Norwegia   | 1          | 1          | 0          | 2     |
| 16.     | Jakub Janda           | Czechy     | 1          | 0          | 1          | 2     |
| 16.     | Robert Kranjec        | Słowenia   | 1          | 0          | 1          | 2     |
| 16.     | Takanobu Okabe        | Japonia    | 1          | 0          | 1          | 2     |
| 16.     | Noriaki Kasai         | Japonia    | 1          | 0          | 1          | 2     |
| 20.     | Adam Małysz           | Polska     | 0          | 3          | 0          | 3     |
| 21.     | Jan Hörl              | Austria    | 0          | 2          | 0          | 2     |
| 22.     | Piotr Żyła            | Polska     | 0          | 1          | 2          | 3     |
| 23.     | Wolfgang Loitzl       | Austria    | 0          | 1          | 1          | 2     |
| 23.     | Kamil Stoch           | Polska     | 0          | 1          | 1          | 2     |
| 23.     | Karl Geiger           | Niemcy     | 0          | 1          | 1          | 2     |
| 26.     | Veli-Matti Lindström  | Finlandia  | 0          | 0          | 2          | 2     |
| 26.     | Dawid Kubacki         | Polska     | 0          | 0          | 2          | 2     |

## Najwięcej razy na podium w konkursach drużynowych
| Miejsce | Reprezentacja | Zwycięstwa | 2. miejsca | 3. miejsca | Razem |
| ------- | ------------- | ---------- | ---------- | ---------- | ----- |
| 1.      | Austria       | 3          | 3          | 0          | 6     |
| 2.      | Norwegia      | 2          | 1          | 0          | 3     |
| 3.      | Niemcy        | 1          | 2          | 1          | 4     |
| 4.      | Finlandia     | 1          | 0          | 2          | 3     |
| 5.      | Japonia       | 0          | 1          | 2          | 3     |
| 6.      | Rosja         | 0          | 0          | 1          | 1     |
| 7.      | Słowenia      | 0          | 0          | 1          | 1     |

## Najwięcej razy na podium według państw[1]
| Miejsce | Państwo    | Zwycięstwa | 2. miejsca | 3. miejsca | Łącznie |
| ------- | ---------- | ---------- | ---------- | ---------- | ------- |
| 1.      | Austria    | 11         | 12         | 8          | 31      |
| 2.      | Norwegia   | 7          | 5          | 2          | 14      |
| 3.      | Słowenia   | 7          | 1          | 5          | 13      |
| 4.      | Niemcy     | 6          | 10         | 9          | 25      |
| 5.      | Finlandia  | 5          | 3          | 5          | 13      |
| 5.      | Japonia    | 5          | 3          | 5          | 13      |
| 7.      | Szwajcaria | 3          | 1          | 2          | 6       |
| 8.      | Czechy     | 1          | 0          | 1          | 2       |
| 9.      | Polska     | 0          | 5          | 5          | 10      |
| 10.     | Rosja      | 0          | 1          | 1          | 2       |